# 姐(あねさん)
『姐（あねさん）』は、1995年2月24日に日本のNECアベニューから発売されたPCエンジンSUPER CD-ROM²用ベルトスクロールアクションゲーム。
主人公の愛、チカ、マコトの3名のいずれかを操作し、行方不明となった愛の姉である優子を捜すために関東各地の敵チームと戦う内容となっている。登場人物が全てレディースであり抗争をテーマとした異色のゲームである。ステージクリア後にアイテムが購入できる事や2種類のボーナスゲームが収録されている事を特徴としている。製作陣は『超兄貴』と同じであり、メイングラフィッカーは延東史朗（WINDS在籍中に初代『超兄貴』などを手掛け、この後に『美食戦隊薔薇野郎』を手掛ける）、作曲は葉山宏治が担当している。グラフィッカーのはやしひろし（メサイヤ在籍中に初代『超兄貴』『グレイランサー』などを手掛け、この後に『アークザラッド』を手掛ける）によると、開発時のコードネームは「レディース」。

## ゲーム内容
プレイヤーキャラクターの中から1人を選び、各地のレディースチームに戦いを挑んでゆく。
全5面（うち4面はプレーヤーが任意で選択可能）で構成されるステージはそれぞれ前半と後半に分かれ、中ボスとボスを倒すとクリアとなる。中ボスとボスは倒すと仲間になり、プレイヤーキャラクターとして使用可能になる。
ステージクリア後は自室で通信販売でアイテムの購入などができる。アイテムは自身をパワーアップさせるものと部屋の見た目をカスタマイズするものなどがある。また、ボーナスゲームが2種あり、このうち、「怖い顔グランプリ」はボタンの連打の速さを競うものであるが、連打するたびに顔が奇怪なものへと変化していき、最終的には顔が化け物じみたものになる。

## ストーリー
一年前、愛の姉・優子は須賀飛露Z會と名乗るレディースによる執拗な誘いを受けていた。一匹狼であった優子はこの誘いを断り続けていたが、後に「一番紅い日」として伝説となる優子とZ會の抗争に発展した。その日を境にZ會は消滅、Z會のメンバーと優子は行方不明となる。
愛は親友らとともに「EDEN」を結成。優子の情報を求めて関東各地の敵チームの本拠地に乗り込んでいく。

## 登場人物

### EDEN
愛
主人公。一年前の抗争で行方不明となった姉・優子の後を追い、自らもレディースとなる。攻撃速度は3人の中で最も早い。
チカ
愛の親友。髪型はポニーテールで上半身はサラシを巻いているのみ。移動速度は3人の中では最も早い。
マコト
愛の親友。髪型はリーゼントで大柄。口元を白い布で覆っている。攻撃・移動速度は3人の中では最も遅い。

### 竜宮
埼玉県を本拠地とするレディース。
伊集院 香
総長。バレリーナを志すがルックスの問題で挫折。鍛えた脚力が武器。プレイヤーキャラクターとして使用するときはキャラクター名が「HIRAME」になる。
一瀬 るり
副長。芸能関係の学校に在学中。芽が出ずヤケになっていたところを香に誘われる。

### 美紅扇（ヴィクセン）
千葉県を本拠地とするレディース。
西 茜・西 泉
姉妹そろって二代目総長。両親の離婚で広島から転居。生来の勝ち気な性格のため地元のレディースと揉めるが、これを制圧し総長となる。2人ともナイフが武器。
花野 あすか
初代総長で現副長。昔いじめられた反動によりチームを結成するが、西姉妹に屈服する。
シンナーの常用者。専用BGMは「ラリパッパ」。

### 新撰組
茨城県を本拠地とするレディース。
近藤 いさみ
組長。好戦的で気性も激しい。体力的に劣る女であること自体に苛立ちを抱く。木刀が武器。
沖田 総司
副長。女性的な体格や言葉遣いをしているが登場人物としては唯一の男性。異性に対する考え方を理解しあえる近藤と行動を共にしている。木刀が武器。

### 関東覇王會
神奈川県を本拠地とするレディース。
ヒラリー・リンチェイ
総長。幼年期に「ヤンキー」といじめられ、以来グレて最強の武闘派レディースを目指す。優子とは因縁があるらしい。
北斗 竜子
副長。格闘一家の一人娘として生まれたため、気づいた時には武闘派集団の一角に。

### 夜叉姫
上記4つの敵チームを全て倒すと登場。東京都を本拠地とするレディース。
般若姫
全国制覇を果たす刺客として突如出現する。般若の面をつけている。素性は不明だがZ會の幹部候補であるとされている。
その正体は愛の姉の優子である。「一番紅い日」ではタイマンでZ會の頭・永井茂子と引き分け、記憶を失ったふりをしていた。
その後は般若姫を名乗りZ會の傘下として活動し反撃の機会を狙っていたが、EDENの勢力拡大を知り、愛がZ會と渡り合えるか否かの素質を知る絶好の機会と思い直接対決を挑んだ。
さやか
顔に包帯を巻き、杖をついている。包帯を顔に巻いているが、オープニングによると網膜剥離説、殺気封印説などが噂されるとされる。が、理由は解かっていない。

### 須賀飛露Z會
永井　茂子
Z會の頭。ゲーム中には未登場。「一番紅い日」ではタイマンで優子と引き分けている。
Z會は消滅したとされているが、頭および構成員そのものは健在のようである。

## 評価
- ゲーム誌『ファミコン通信』の「クロスレビュー」では5・4・6・4の合計19点（満40点）[5]、『電撃PCエンジン』では50・50・55・40の平均48.75点（満100点）、『PC Engine FAN』の読者投票による「ゲーム通信簿」での評価は以下の通りとなっており、17.9点（満30点）となっている[6]

| 項目 | キャラクタ | 音楽 | お買得度 | 操作性 | 熱中度 | オリジナリティ | 総合 |
| 得点 | 3.1        | 3.4  | 2.7      | 2.9    | 2.8    | 2.9            | 17.9 |
- ゲーム本『悪趣味ゲーム紀行』においてライターのがっぷ獅子丸は、本作がカプコンから稼働されたアーケードゲーム『ファイナルファイト』（1989年）を模倣した作品であると指摘した上で、プレイヤーキャラクター「マコト」の風貌や攻撃方法、雑魚敵が5種類程度しかいない事、ボス敵の風貌が人間に見えない事などを酷評した[7]。また、ゲームクリア後に主人公である愛の結婚式シーンとなり、Z会についてや行方不明となった姉の事などが全く語られない事に関して否定的に評価した[7]。その他、本作にはテクノスジャパンから稼働されたアーケードゲーム『熱血硬派くにおくん』（1986年）のような不良少年に対する憧憬や親しみはなく、ヤンキーカルチャーに対する偏見に満ちた作品であるとした上で、テーマの異色さやセンスに関しては「じつに惜しい」と総括した[7]。

- ゲーム本『懐かしゲーム機大百科 PCエンジン完全ガイド 1987-1999』では、ボーナスゲームの「怖い顔グランプリ」のインパクトの強さや眠った際に謎のポエムが挿入される事などを取り上げた上で「バカゲーとしては高評価の1本」と指摘したが、アクション部分が簡単すぎると指摘し「初見でクリアできるレベル」と否定的に評価した[1]。

## 関連商品
- サウンドトラック『姐（あねさん）』 - 1995年3月21日発売。